# Alvin Stoller
Alvin Stoller (* 7. Oktober 1925 in New York City; † 19. Oktober 1992) war ein US-amerikanischer Jazzschlagzeuger. 
Alvin Stoller lernte Schlagzeug bei Henry Adler und spielte zu Beginn seiner Karriere bei Van Alexander, Raymond Scott, Teddy Powell, 1942 bei Benny Goodman, dann in den Swingbands von Tommy Dorsey, Harry James und Charlie Barnet. Außerdem begleitete er die Swing-Vokalisten Billie Holiday, Mel Tormé, Frank Sinatra und vor allem Ella Fitzgerald; auf dem Album Ella Fitzgerald Sings the Duke Ellington Songbook spielte er mit dem Duke Ellington Orchestra.
Außerdem war Stoller an Schallplatten-Aufnahmen von Art Tatum, Roy Eldridge, Oscar Peterson, Coleman Hawkins, Ben Webster (wie Coleman Hawkins Encounters Ben Webster), Benny Carter und Erroll Garner beteiligt. In den 1950er Jahren ließ er sich in Gegend von Los Angeles nieder, arbeitete die nächsten Jahre vor allem in den Hollywood Studios. Leonard Feather bezeichnete ihn als "first-rate, swinging drummer".